# AE Fornacis
AE Fornacis (AE For) es una estrella binaria en la constelación de Fornax.
Su distancia al sistema solar es de 103 años luz.
AE Fornacis es una binaria cercana formada por dos enanas naranjas de tipo espectral K7V.
Muy parecidas, pero no idénticas, tienen una temperatura efectiva de 4100 y 4065 K respectivamente.
En su luminosidad es donde se puede apreciar mayor diferencia, ya que una de ellas es el doble de luminosa que la otra.
La más luminosa tiene un radio equivalente al 66% del radio solar mientras que su compañera tiene un radio igual al 52% del que tiene el Sol.
Se cree que tienen igual masa, siendo esta la mitad de la masa solar.
El período orbital de AE Fornacis, muy corto, es de solo 0,918 días (22,03 horas).
La inclinación del plano orbital respecto al plano del cielo es de 86,5º, por lo que vemos dicho plano prácticamente de perfil.
En consecuencia, es una binaria eclipsante tipo Algol, siendo su magnitud aparente máxima +10,32.
El brillo del sistema disminuye 0,57 magnitudes durante el eclipse.
El análisis del período de AE Fornacis revela que este varía de forma cuasi-sinusoidal, variaciones que pueden deberse a la presencia de un tercer objeto.
El período orbital de este cuerpo sería de 6,912 años aproximadamente y tendría una masa mínima 47 veces mayor que la masa de Júpiter, por debajo del límite estelar.
Por ello, si la órbita de este objeto fuera coplanar con la de la binaria eclipsante, dicho objeto sería una enana marrón.